# Cratipo de Atenas
Cratipo (en griego Κράτιππος) fue un historiador griego.Existen apenas tres o cuatro referencias a él en la literatura antigua. Su importancia deriva de haber sido identificado por diversos especialistas, como Friedrich Blass, como el autor de un fragmento de tema histórico descubierto por Grenfell y Hunt a comienzos del siglo XX entre los Papiros de Oxirrinco.[cita requerida] El fragmento fue publicado en Oxyrhynchus Papyri, vol. v, y es conocido como Hellenica Oxyrhynchia. Esta suposición puede ser considerada como casi cierta a partir de un pasaje de Plutarco en el que se afirma que Cratipo era un autor ateniense que vivió en una fecha intermedia entre Tucídides y Jenofonte, y que su trabajo continuó la narración del primero, desde el punto en el que Tucídides la había interrumpido (410 a. C. hasta la Batalla de Cnido).
Una edición más reciente de los fragmentos de papiros que han sobrevivido es V. Bartoletti, Hellenica Oxyrchynchia (Lepzig, 1959), que incluye una bibliografía.